# Hans Wühr
Hans Wühr (* 25. Januar 1891 in Reghin (Sächsisch-Regen), Siebenbürgen, Österreich-Ungarn; † 23. April 1982 in Grünwald, Landkreis München) war ein deutscher Kunsthistoriker und Autor.

## Leben
Wühr studierte vor dem Ersten Weltkrieg Philosophie und Kunstgeschichte in Berlin, Genf, München, Budapest und Klausenburg. Von 1914 bis 1919 war er Soldat. Im Jahr 1925 promovierte er in Berlin zum Thema Hans Burgkmair der Ältere, bevor er anschließend im Brukenthal-Museum in Hermannstadt im rumänischen Siebenbürgen arbeitete. Im Jahr 1939 ging er nach Berlin, um dort an den Staatlichen Museen zu arbeiten. Im Zweiten Weltkrieg wurde er erneut Soldat und kam in Kriegsgefangenschaft. Im Jahr 1948 begann er in München am Bayerischen Nationalmuseum, bis er im Jahr 1954 pensioniert wurde. Seit diesem Jahr arbeitete er als freier Schriftsteller.
Sein Sohn Hans Michael Wühr (1942 bis 1981) war Maler.

## Veröffentlichungen
- Dissertation an der Philosophischen Fakultät in Berlin: Die Handzeichnungen Hans Burgkmair des Älteren, Berlin 1925.
- Figurenschmuck der Schwarzen Kirche in Kronstadt. Editura Klingsor, Brașov, Rumänien 1926.
- Siebenbürgen, aufgenommen von Oskar Netoliczka, 1. Auflage. Deutscher Kunstverlag, Berlin 1938; 2. Auflage ebenda 1942.
- Albrecht Altdorfer / Wolf Huber: Landschaften, Einleitung von Hans Wühr. Die silbernen Bücher, Woldemar Klein, Berlin 1938.
- Einleitung zu: Stilleben deutscher Meister. Zehn farbige Tafeln nach Ausschnitten aus Bildern des 15./16. Jahrhunderts. Der silberne Quell, Woldemar Klein, Berlin 1940.
- Bildnisse: Hans Holbein. 12 farbige Zeichnungen mit einem Geleitwort von Hans Wühr. Woldemar Klein, Baden-Baden 1946.
- Einführung zu: Weihnachtskrippen: Aus dem Besitz des Bayerischen Nationalmuseums. Gesellschaft für wissenschaftliche Lichtbilder, München 1951.
- Alte Uhren. Schneekluth Verlag, Darmstadt 1954.
- Buntes Krippenbüchlein. Bruckmann, München 1957.
- Altes Essgerät: Löffel, Messer, Gabel, Wohnkunst und Hausrat – einst und jetzt. Schneekluth Verlag, Darmstadt 1961.
- Altes Zinn. Schneekluth Verlag, Darmstadt 1961.
- Robert Kisch. Zu seinem 70. Geburtstag. In: Südostdeutsche Vierteljahresblätter, 1967, Heft 1, Seiten 29–31.
- Aus einem Roseninnern, Gedichte. Wort-und-Welt-Verlag, Innsbruck 1978, ISBN 3-85373-022-1.